# Lubaczów (gromada)
Lubaczów (od 30 VI 1960 Młodów) – dawna gromada, czyli najmniejsza jednostka podziału terytorialnego Polskiej Rzeczypospolitej Ludowej w latach 1954–1972.
Gromady, z gromadzkimi radami narodowymi (GRN) jako organami władzy najniższego stopnia na wsi, funkcjonowały od reformy reorganizującej administrację wiejską przeprowadzonej jesienią 1954 do momentu ich zniesienia z dniem 1 stycznia 1973, tym samym wypierając organizację gminną w latach 1954–1972.
Gromadę Lubaczów z siedzibą GRN w mieście Lubaczowie (nie wchodzącym w jej skład) utworzono – jako jedną z 8759 gromad na obszarze Polski – w powiecie lubaczowskim w woj. rzeszowskim na mocy uchwały nr 26/54 WRN w Rzeszowie z dnia 5 października 1954. W skład jednostki weszły obszary dotychczasowych gromad Młodów, Karolówka, Borowa Góra i Załuże ze zniesionej gminy Lisie Jamy oraz część obszaru miasta Lubaczowa stanowiąca tzw. "Bałaje", w tymże powiecie. Dla gromady ustalono 21 członków gromadzkiej rady narodowej.
30 czerwca 1960 gromadę Lubaczów zniesiono przez przeniesienie siedziby GRN z Lubaczowa do Młodowa i zmianę nazwy jednostki na gromada Młodów.
1 stycznia 1973 w powiecie lubaczowskim reaktywowano zniesioną w 1949 roku gminę Lubaczów.